# Santa Catarina do Fogo
Santa Catarina do Fogo es un municipio caboverdiano situado en la isla de Fogo.

## Historia
Fue creado en el año 2005, al escindirse de São Filipe.

## Geografía física

### Localización
Está situado en el este de la isla de Fogo, y limita por el norte con el municipio de Mosteiros, por el oeste con el de São Filipe, y el océano Atlántico por el sur y por el oeste.

## Organización territorial
Consta de una freguesia:
- Santa Catarina do Fogo

## Demografía
| Gráfica de evolución demográfica de São Filipe entre 1980 y 2021 |
| |
| Población del municipio entre los años 1980 y 2010 según el censo de población de la página web Opendataforafrica.org. Población estimada según el Instituto Nacional de Estatística de Cabo Verde. Población según el resultado censal preliminar de 2021 del Instituto Nacional de Estatística de Cabo Verde según la página web citypopulation.de. |

## Deporte

### Entidades deportivas
Dispone de cuatro equipos de fútbol que juegan en el campeonato regional de Fogo, que son el Baxada, Desportivo de Cova Figueira, Esperança y Parque Real.

## Municipios hermanados
- Vila Nova da Barquinha, Portugal
- Miranda do Corvo, Portugal
- San Bartolomé, España